# 巴伦蒂娜·梅迪奥雷亚尔
巴伦蒂娜·梅迪奥雷亚尔·阿里亚斯（西班牙語：Valentina Mediorreal Arias，2007年3月2日—），哥伦比亚女子网球运动员。
在2021年，她与玛丽安娜·伊吉塔搭档，夺得南美U14组双打冠军。
在2023年，她赢得了ITF青少年巡回赛哥伦比亚麦德林站J100级别赛事的冠军。2024年3月，她在ITF青少年麦德林站J300级别赛事上包揽了单打和双打冠军。单打决赛中，她经过三盘击败了卢娜·奇纳利（Luna Cinalli）。双打方面，她与合作五年的固定搭档兼同胞伊吉塔携手夺冠。她曾代表哥伦比亚参加青少年比利·简·金杯。
她获得了一张2024年波哥大网球公开赛的外卡，首次亮相WTA巡回赛单打和双打正赛。单打首轮，她不敌卡米拉·拉希莫娃。在双打比赛中，她与青少年赛事的老搭档伊吉塔搭档，对阵同胞埃米利亚纳·阿朗戈和玛利亚·保利娜·佩雷斯·加西亚。2025年她继续获得了该赛事单打和双打外卡。